# Андреевка (Марксовский район)
Андре́евка — село в Марксовском районе Саратовской области. Входит в Приволжское муниципальное образование
Основано как немецкая колония Кано в 1767 году
Население - 212 (2010)

## История
Основано как немецкая колония Кано 7 июня 1767 года вызывателем бароном Борегардом. Первые поселенцы – 87 семей из Дессау, Изенбурга и Бамберга. Наименование получила по имени барона Борегарда (фр. le Baron de Canea de Beauregard). По указу от 26 февраля 1768 года о наименованиях немецких колоний сохранила прежнее название.
Колония входила в состав Екатериненштадского колонистского округа, позднее (до октября 1918 года) Екатериненштадтской волости Николаевского уезда Самарской губернии.
В 1859 году в селе имелись лютеранская церковь, училище, мельница. В 1910 году в селе Кано насчитывалось 235 дворов с числом жителей 1130 душ мужского пола, 1066 - женского, всего 2196 душ обоего пола поселян-собственников, немцев, лютеран. Количество надельной земли удобной составляло 4901 десятин, неудобной - 1749 десятина. Село имело церковь, две школы: земскую и церковно-приходскую, кирпичный завод.
После образования трудовой Коммуны (автономной области) немцев Поволжья и до ликвидации АССР НП в 1941 году село Кано — административный центр Канского сельского совета Марксштадтского кантона.
Край серьёзно пострадал во время голода в Поволжье: в 1921 году в селе родилось 78, умерли 362 человек. В 1926 году в селе имелись кооперативная лавка, машинное товарищество, сельсовет, сельскохозяйственное кооперативное товарищество, начальная школа, изба-читальня. В 1926 году в Канский сельсовет входили: село Кано, выселок Мечётка, выселок Суслы, выселок Роограбен, Лесная сторожка. В годы коллективизации организованы колхозы "Большевик",
"Штосбригадлер", "Комсомолец".
28 августа 1941 года был издан Указ Президиума ВС СССР о переселении немцев, проживающих в районах Поволжья. Немецкое население депортировано в Сибирь и Казахстан, село, как и другие населённые пункты Марксштадтского кантона было включено в состав Саратовской области. 2 июля 1942 года село Кано переименовано в Андреевку.

## Физико-географическая характеристика
Село находится в Низком Заволжье, относящемся к Восточно-Европейской равнине, на правом берегу реки Малый Караман. Рельеф местности равнинный. В окрестностях населённого пункта распространены тёмно-каштановые солонцеватые и солончаковые почвы.
По автомобильным дорогам расстояние до районного центра города Маркса составляет 7 км, до областного центра города Саратова - 69 км, до ближайшего города Энгельс - 54 км.
Часовой пояс
Андреевка, как и вся Саратовская область, находится в часовой зоне МСК+1. Смещение применяемого времени относительно UTC составляет +4:00.

## Население
Динамика численности населения
| 1767 | 1773 | 1788 | 1798 | 1816 | 1834 | 1850 | 1859 | 1889 | 1897 | 1904 | 1910 | 1920 | 1922 | 1923 | 1926 | 1931 |
| ---- | ---- | ---- | ---- | ---- | ---- | ---- | ---- | ---- | ---- | ---- | ---- | ---- | ---- | ---- | ---- | ---- |
| 281  | 263  | 163  | 229  | 383  | 662  | 826  | 986  | 1333 | 1703 | 2303 | 2196 | 2132 | 1138 | 1121 | 1060 | 1714 |

| 1926 | 2002 | 2010 |
| ---- | ---- | ---- |
| 1060 | ↘213 | ↘212 |

По переписи населения в 1926 году село насчитывало 213 домохозяйств с населением — 1060 человек (507 мужского пола, 553 женского пола), в том числе немецкое население — 1057 человек (507 мужского пола, 550 женского пола), домохозяйств — 212.
В 1931 году немцы составляли свыше 99 % населения села.